# Уильямс, Изадора
Изадора Мари Уильямс (порт. Isadora Marie Williams; род. 8 февраля 1996, Мариетта, Джорджия) — бразильская фигуристка, которая выступает в одиночном катании. Она является победительницей Sofia Trophy (2017), серебряным призёром MNNT Cup (2019), Volvo Open Cup (2018), Santa Claus Cup (2016) и Sportla Trophy (2016).
Она принимала участие на двух олимпийских играх, заняв 30-е место в Сочи (2014) и 24-е в Пхёнчхане (2018).

## Биография
Уильямс родилась в Мариетте, штат Джорджия. Изадора росла в пригороде Вашингтона. Она имеет гражданство Бразилии, так как её мать родом из Белу-Оризонти. Также Уильямс два года жила в Бразилии. У Изадоры Уильямс также есть большая семья, которая живет в Бразилии и которую она часто посещает. Она проходит обучение в Государственном университете Монтклер в Нью-Джерси.

## Карьера
Изадора Уильямс начала кататься на коньках в возрасте 5 лет. Она влюбилась в этот вид спорта, катаясь на публичных занятиях на катке Кулер в Мариетте.
Уильямс тренируется четыре часа в день с тренером Андреем Крюковым. Во время чемпионата мира 2010 года Изадора владела пятью тройными прыжками (сальховом, тулупом, риттбергером, флипом и лутцем). Она выиграла бронзовую медаль на Золотом коньке Загреба 2012 года.
На чемпионате мира среди юниоров 2010 года Уильямс стала третьим в истории фигуристом, представляющим Бразилию на соревнованиях. Ее высшее место в мире юниоров было 16-м в 2012 году .
В сентябре 2013 года, Уильямс участвовала в Nebelhorn Trophy, который являлся последним шансом завоевать квоту на зимнюю Олимпиаду 2014 года в Сочи. Она заняла 8 место в короткой программе и 14 место в произвольной, в итоге став 12-й. В результате Бразилия получила одно из шести оставшихся мест для стран, не имеющих квоты. Это был первый в истории женский турнир по фигурному катанию с участием фигуристов из Бразилии. Уильямс финишировала на последнем (30-м) месте на олимпийских соревнованиях .
В 2017 году она заняла 5-е место в общем зачете в Небельхорне, чтобы снова пройти отбор на зимние Олимпийские игры 2018 года . Также в 2017 году она заняла 2-е место на Volvo Open Cup, соревновании, проводимом в Риге. Во время олимпийского турнира Уильямс вошла в историю, заняв 17-е место в короткой программе, что стало достаточным для того, чтобы стать первым бразильским (и южноамериканским) фигуристом, когда-либо участвовавшим в финале (произвольной программе) по фигурному катанию. Она заняла 24 место в произвольной программе, опустившись на то же место в общем зачете.

## Программы
| Сезон     | Короткая программа                                      | Произвольная программа                                                                               | Показательные номера                   |
| --------- | ------------------------------------------------------- | --- | -------------------------------------- |
| 2021—2022 | - «Bound To You» (из фильма «Бурлеск») Кристина Агилера | - «Never Enough» (из фильма «Величайший шоумен») Пасек и Пол и Джастин Пол в исполнении Лорен Оллред |                                        |
| 2019—2021 | - «Take Five» Дэйв Брубек                               | - «Never Enough» (из фильма «Величайший шоумен») Пасек и Пол и Джастин Пол в исполнении Лорен Оллред |                                        |
| 2018—2019 | - «Take Five» Дэйв Брубек                               | - «Малагенья» Эрнесто Лекуона - «Rocio de todos los campos» Наталия Лафуркад                         | - «Vai Malandra» Анитта                |
| 2017—2018 | - «Hallelujah» исполнении К. Д. Ланг                    | - «Nyah» (из фильма «Миссия невыполнима 2») Ханс Циммер                                              | - «Hallelujah» в исполнении К. Д. Ланг |
| 2016—2017 | - «Black Magic Woman» Santana                           | - «Nyah» (из фильма «Миссия невыполнима 2») Ханс Циммер                                              |                                        |
| 2015—2016 | - «At Last» Этта Джеймс                                 | - «Бразильское попурри» Жоржи Бен Жор                                                                |                                        |
| 2014—2015 | - «Stairway to Heaven»                                  | - «Бразильское попурри» Жоржи Бен Жор                                                                | - «Brasileirinho»                      |
| 2013—2014 | - «Очи чёрные» в исполнении DeVotchKa                   | - «Мемуары гейши» Джон Уильямс                                                                       | - «Бразильское попурри» Жоржи Бен Жор  |
| 2012—2013 | - «Мария и струна скрипки» Ашрам                        | - «Мемуары гейши» Джон Уильямс                                                                       |                                        |
| 2011—2012 | - «Tango de los Exilados» Вальтер Тайеб, Ванесса Мэй    | - «Шехеразада» Николай Римский-Корсаков                                                              |                                        |
| 2009—2011 | - «Болеро» Морис Равель                                 | - «Шехеразада» Николай Римский-Корсаков                                                              |                                        |

## Результаты
| Международные                       | Международные | Международные | Международные | Международные | Международные | Международные | Международные | Международные | Международные | Международные | Международные | Международные | Международные |
| Event                               | 09/10         | 10/11         | 11/12         | 12/13         | 13/14         | 14/15         | 15/16         | 16/17         | 17/18         | 18/19         | 19/20         | 20/21         | 21/22         |
| ----------------------------------- | ------------- | ------------- | ------------- | ------------- | ------------- | ------------- | ------------- | ------------- | ------------- | ------------- | ------------- | ------------- | ------------- |
| Олимпийские игры                    |               |               |               |               | 30            |               |               |               | 24            |               |               |               |               |
| Чемпионат мира                      |               |               |               | 25            |               |               |               | 30            | 35            | 24            | C             |               |               |
| Чемпионат четырёх континентов       |               |               |               |               |               | 18            |               |               |               | 17            |               |               |               |
| Челленджер. Nebelhorn Trophy        |               |               |               | 11            | 12            |               |               | WD            | 5             |               |               |               | WD            |
| Челленджер. U.S. Classic            |               |               |               | 5             |               |               | 14            |               |               | 12            |               |               |               |
| Челленджер. Volvo Cup               |               |               |               |               |               | 8             |               |               | 2             |               | 10            |               |               |
| Челленджер. Asian Open              |               |               |               |               | 5             |               |               |               |               |               |               |               |               |
| Челленджер. Autumn Classic          |               |               |               |               |               |               | 7             |               |               |               |               |               |               |
| Челленджер. Золотой конёк Загреба   |               |               |               | 3             | 6             |               |               |               |               |               |               |               |               |
| Челленджер. Ice Star                |               |               |               |               |               |               |               | 4             |               | 5             |               |               |               |
| Bavarian Open                       |               |               |               |               |               |               |               |               |               |               | 5             |               |               |
| Philadelphia                        |               |               |               |               |               |               | 2             |               | 8             | 6             |               |               |               |
| Santa Claus Cup                     |               |               |               |               |               |               | 4             | 2             | 5             |               |               |               |               |
| Sofia Trophy                        |               |               |               |               |               |               |               | 1             |               |               |               |               |               |
| Sportland Trophy                    |               |               |               |               |               |               | 2             |               |               |               |               |               |               |
| Toruń Cup                           |               |               |               |               |               |               |               |               |               | 2             | 6             |               |               |
| Международные среди юниоров         |               |               |               |               |               |               |               |               |               |               |               |               |               |
| Чемпионат мира среди юниоров        | 41            |               | 16            | 26            |               |               |               |               |               |               |               |               |               |
| Этапы юниорского Гран-при. Германия |               | 27            |               |               |               |               |               |               |               |               |               |               |               |
| Этапы юниорского Гран-при. Италия   |               |               | 18            |               |               |               |               |               |               |               |               |               |               |

## Рекомендации
1. 1 2 3  http://www.isuresults.com/bios/isufs00012577.htm
2. ↑  World Standings (англ.). International Skating Union.
3. ↑  Biography (англ.). International Skating Union.
4. ↑  Isadora WILLIAMS. Organizing Committee of the XXII Olympic Winter Games. Архивировано 7 апреля 2014 года.
5. 1 2  N.J. college student seeks Olympic glory for Brazil. NJ.com (англ.). Архивировано 9 февраля 2018. Дата обращения: 10 февраля 2018.
6. ↑  Luchianov, Vladislav. Williams puts Brazil on Olympic skating map. IceNetwork.com (7 октября 2013). Дата обращения: 22 марта 2019. Архивировано 10 марта 2014 года.
7. ↑  
ISU World Junior Figure Skating Championships 2012. www.isuresults.com. Дата обращения: 22 марта 2019. Архивировано 1 августа 2016 года.
8. ↑  Nebelhorn Trophy – Olympic Qualifying Event – Review. International Skating Union. 28 сентября 2013. Архивировано из оригинала 28 октября 2013.
9. ↑  Craine seals Pyeongchang 2018 place with women's Nebelhorn Trophy success. www.insidethegames.biz. Дата обращения: 11 декабря 2018. Архивировано 16 декабря 2018 года.
10. ↑  Isadora Williams leva ouro e prata em competição preparatória na Letônia. Globoesporte. Дата обращения: 11 декабря 2018. Архивировано 15 декабря 2018 года.
11. ↑  Brasileira faz história em PyeongChang e vai à final da patinação. Folha de S.Paulo (21 февраля 2018). Дата обращения: 11 декабря 2018. Архивировано 13 июня 2018 года.
12. ↑  Isadora WILLIAMS: 2021/2022 (англ.). ИСУ. Архивировано 20 сентября 2021 года.
13. ↑  Isadora WILLIAMS: 2018/2019 (англ.). ИСУ. Архивировано 4 мая 2021 года.
14. ↑  Isadora WILLIAMS: 2017/2018. International Skating Union. Архивировано 17 октября 2017 года.
15. ↑  Isadora WILLIAMS: 2016/2017. International Skating Union. Архивировано 30 мая 2017 года.
16. ↑  Isadora WILLIAMS: 2015/2016. International Skating Union. Архивировано 28 мая 2016 года.
17. ↑  Isadora WILLIAMS: 2014/2015. International Skating Union. Архивировано 21 мая 2015 года.
18. ↑  Isadora WILLIAMS: 2013/2014. International Skating Union. Архивировано 22 июня 2014 года.
19. ↑  Isadora WILLIAMS: 2012/2013. International Skating Union. Архивировано 22 июня 2013 года.
20. ↑  Isadora WILLIAMS: 2011/2012. International Skating Union. Архивировано 28 сентября 2012 года.
21. ↑  Isadora WILLIAMS: 2009/2010. International Skating Union. Архивировано 13 марта 2010 года.
22. ↑  Isadora WILLIAMS: 2010/2011. International Skating Union. Архивировано 16 августа 2011 года.
23. 1 2  Competition Results: Isadora WILLIAMS (англ.). ИСУ. Архивировано 14 августа 2022 года.